# Chamkani (huyện)
Chamkani là một huyện thuộc tỉnh Paktia, Afghanistan. Dân số thời điểm năm 1999 là 24,926 người.